# David Ferrer
David Ferrer Ern, výslovnost: [daˈvit feˈreɾ ˈɛɾn]IPA (* 2. dubna 1982 Xàbia, Alicante) je bývalý španělský profesionální tenista. Ve své dosavadní kariéře vyhrál na okruhu ATP World Tour dvacet šest turnajů ve dvouhře a dva ve čtyřhře, včetně vítězství na Paris Masters 2012, finálových účastí na Turnaji mistrů 2007 a French Open 2013. Na challengerech ATP a okruhu ITF získal dvacet pět titulů ve dvouhře a tři ve čtyřhře.
Na žebříčku ATP byl ve dvouhře nejvýše klasifikován v červenci 2013 na 3. místě a ve čtyřhře pak v říjnu 2005 na 42. místě. Trénuje ho José Francisco Altur. Dříve tuto roli plnil Javier Piles.
Na nejvyšší grandslamové úrovni se nejdále probojoval do finále dvouhry French Open 2013, kde nestačil na krajana Rafaela Nadala.
Ve španělském daviscupovém týmu debutoval v roce 2006 utkáním 1. kola Světové skupiny proti Bělorusko, v němž podlehl Volčkovovi a vyhrál nad Tarasevičem. V letech 2008, 2009 a 2011 byl členem vítězného družstva a v roce 2012 plnil roli jedničky v pražském finále proti České republice. Přestože porazil Berdycha i Štěpánka, španělský tým prohrál 2:3 na zápasy. Do června 2013 v soutěži nastoupil k sedmnácti mezistátním utkáním s bilancí 23–4 ve dvouhře a 0–0 ve čtyřhře.
Španělsko reprezentoval na londýnských Hrách XXX. olympiády, kde jako čtvrtý nasazený ve dvouhře podlehl ve třetím kole Japonci Kei Nišikorimu. V soutěži čtyřhry prohráli spolu s Felicianem Lópezem zápas o bronzovou medaili, když nestačili na francouzský pár Julien Benneteau a Richard Gasquet a obsadili konečnou čtvrtou pozici. Na Letních olympijských hrách 2008 v Pekingu vypadl jako turnajová pětka singlu v úvodním kole s Jankem Tipsarevićem a v deblu došel s Nicolásem Almagrem do druhého kola.

## Finále na Grand Slamu

### Mužská dvouhra: 1 (0–1)
| stav      | rok  | turnaj      | povrch | soupeř ve finále | výsledek      |
| --------- | ---- | ----------- | ------ | ---------------- | ------------- |
| Finalista | 2013 | French Open | antuka | Rafael Nadal     | 3–6, 2–6, 3–6 |

## Finálové účasti na Turnaji mistrů

### Dvouhra: 1 (0–1)
| stav      | rok  | místo konání | povrch    | soupeř ve finále | výsledek      |
| --------- | ---- | ------------ | --------- | ---------------- | ------------- |
| Finalista | 2007 | Šanghaj      | tvrdý (h) | Roger Federer    | 2–6, 3–6, 2–6 |

## Finálové účasti na turnajích ATP World Tour
| Legenda (před/od 2009)                                             |
| D – dvouhra; Č – čtyřhra                                           |
| Grand Slam (0–1 D)                                                 |
| Tennis Masters Cup / ATP World Tour Finals (0–1 D)                 |
| ATP Masters Series / ATP World Tour Masters 1000 (1–6 D)           |
| ATP International Series Gold / ATP World Tour 500 (10–9 D; 1–1 Č) |
| ATP International Series / ATP World Tour 250 (15–8 D; 1–0 Č)      |

### Dvouhra: 51 (26–25)
| stav      | č.  | datum              | turnaj                        | povrch    | soupeř ve finále      | výsledek                     |
| --------- | --- | ------------------ | ----------------------------- | --------- | --------------------- | ---------------------------- |
| Finalista | 1.  | 21. červenec 2002  | Umag, Chorvatsko              | antuka    | Carlos Moyà           | 2–6, 3–6                     |
| Vítěz     | 1.  | 9. září 2002       | Bukurešť, Rumunsko            | antuka    | José Acasuso          | 6–3, 6–2                     |
| Finalista | 2.  | 4. srpen 2003      | Varšava, Polsko               | antuka    | Guillermo Coria       | 5–7, 1–6                     |
| Finalista | 3.  | 10. duben 2005     | Valencie, Španělsko           | antuka    | Igor Andrejev         | 3–6, 7–5, 3–6                |
| Vítěz     | 2.  | 17. července 2006  | Stuttgart, Německo            | antuka    | José Acasuso          | 6–4, 3–6, 6–7(3–7), 7–5, 6–4 |
| Vítěz     | 3.  | 13. ledna 2007     | Auckland, Nový Zéland         | tvrdý     | Tommy Robredo         | 6–4, 6–2                     |
| Vítěz     | 4.  | 15. července 2007  | Båstad, Švédsko               | antuka    | Nicolás Almagro       | 6–1, 6–2                     |
| Vítěz     | 5.  | 7. října 2007      | Tokio, Japonsko               | tvrdý     | Richard Gasquet       | 6–1, 6–2                     |
| Finalista | 4.  | 18. listopadu 2007 | Turnaj mistrů – Šanghaj, Čína | tvrdý (h) | Roger Federer         | 2–6, 3–6, 2–6                |
| Vítěz     | 6.  | 20. dubna 2008     | Valencie, Španělsko           | antuka    | Nicolás Almagro       | 4–6, 6–2, 7–6(7–2)           |
| Finalista | 5.  | 4. května 2008     | Barcelona, Španělsko          | antuka    | Rafael Nadal          | 1–6, 6–4, 1–6                |
| Vítěz     | 7.  | 21. června 2008    | Rosmalen, Nizozemsko          | tráva     | Marc Gicquel          | 6–4, 6–2                     |
| Finalista | 6.  | 28. února 2009     | Dubaj, SAE                    | tvrdý     | Novak Djoković        | 5–7, 3–6                     |
| Finalista | 7.  | 26. dubna 2009     | Barcelona, Španělsko (2)      | antuka    | Rafael Nadal          | 2–6, 5–7                     |
| Finalista | 8.  | 21. února 2010     | Buenos Aires, Argentina       | antuka    | Juan Carlos Ferrero   | 7–5, 4–6, 3–6                |
| Vítěz     | 8.  | 27. února 2010     | Acapulco, Mexiko              | antuka    | Juan Carlos Ferrero   | 6–3, 3–6, 6–1                |
| Finalista | 9.  | 2. května 2010     | Řím, Itálie                   | antuka    | Rafael Nadal          | 5–7, 2–6                     |
| Finalista | 10. | 10. října 2010     | Peking, Čína                  | tvrdý     | Novak Djoković        | 2–6, 4–6                     |
| Vítěz     | 9.  | 7. listopadu 2010  | Valencie, Španělsko (2)       | tvrdý (h) | Marcel Granollers     | 7–5, 6–3                     |
| Vítěz     | 10. | 15. ledna 2011     | Auckland, Nový Zéland (2)     | tvrdý     | David Nalbandian      | 6–3, 6–2                     |
| Vítěz     | 11. | 26. února 2011     | Acapulco, Mexiko (2)          | antuka    | Nicolás Almagro       | 7–6(7–4), 6–7(2–7), 6–2      |
| Finalista | 11. | 17. dubna 2011     | Monte-Carlo Masters, Monako   | antuka    | Rafael Nadal          | 4–6, 5–7                     |
| Finalista | 12. | 24. dubna 2011     | Barcelona, Španělsko (3)      | antuka    | Rafael Nadal          | 2–6, 4–6                     |
| Finalista | 13. | 17. července 2011  | Båstad, Švédsko               | antuka    | Robin Söderling       | 2–6, 2–6                     |
| Finalista | 14. | 16. října 2011     | Šanghaj, Čína                 | tvrdý     | Andy Murray           | 5–7, 4–6                     |
| Vítěz     | 12. | 14. ledna 2012     | Auckland, Nový Zéland (3)     | tvrdý     | Olivier Rochus        | 6–3, 6–4                     |
| Vítěz     | 13. | 26. února 2012     | Buenos Aires, Argentina       | antuka    | Nicolás Almagro       | 4–6, 6–3, 6–2                |
| Vítěz     | 14. | 3. května 2012     | Acapulco, Mexiko (3)          | antuka    | Fernando Verdasco     | 6–1, 6–2                     |
| Finalista | 15. | 29. dubna 2012     | Barcelona, Španělsko (4)      | antuka    | Rafael Nadal          | 6–7(1–7), 5–7                |
| Vítěz     | 15. | 23. června 2012    | Rosmalen, Nizozemsko (2)      | tráva     | Philipp Petzschner    | 6–3, 6–4                     |
| Vítěz     | 16. | 15. července 2012  | Båstad, Švédsko (2)           | antuka    | Nicolás Almagro       | 6–2, 6–2                     |
| Vítěz     | 17. | 28. října 2012     | Valencie, Španělsko (3)       | tvrdý (h) | Alexandr Dolgopolov   | 6–1, 3–6, 6–4                |
| Vítěz     | 18. | 4. listopadu 2012  | Paříž, Francie                | tvrdý (h) | Jerzy Janowicz        | 6–4, 6–3                     |
| Vítěz     | 19. | 13. ledna 2013     | Auckland, Nový Zéland (4)     | tvrdý     | Philipp Kohlschreiber | 7–6(7–5), 6–1                |
| Vítěz     | 20. | 24. února 2013     | Buenos Aires, Argentina (2)   | antuka    | Stanislas Wawrinka    | 6–4, 3–6, 6–1                |
| Finalista | 16. | 3. březen 2013     | Acapulco, Mexiko              | antuka    | Rafael Nadal          | 0–6, 2–6                     |
| Finalista | 17. | 31. březen 2013    | Miami, USA                    | tvrdý     | Andy Murray           | 6–2, 4–6, 6–7(1–7)           |
| Finalista | 18. | 5. května 2013     | Estoril, Portugalsko          | antuka    | Stanislas Wawrinka    | 1–6, 4–6                     |
| Finalista | 19. | 9. června 2013     | French Open, Paříž, Francie   | antuka    | Rafael Nadal          | 3–6, 2–6, 3–6                |
| Finalista | 20. | 20. října 2013     | Stockholm, Švédsko            | tvrdý (h) | Grigor Dimitrov       | 6–2, 3–6, 4–6                |
| Finalista | 21. | 27. října 2013     | Valencie, Španělsko           | tvrdý (h) | Michail Južnyj        | 3–6, 5–7                     |
| Finalista | 22. | 3. listopadu 2013  | Paříž – Masters, Francie      | tvrdý (h) | Novak Djoković        | 5–7, 5–7                     |
| Vítěz     | 21. | 16. února 2014     | Buenos Aires, Argentina (3)   | antuka    | Fabio Fognini         | 6–4, 6–3                     |
| Finalista | 23. | 20. července 2014  | Hamburk, Německo              | antuka    | Leonardo Mayer        | 7–6(7–3), 1–6, 6–7(4–7)      |
| Finalista | 24. | 17. srpna 2014     | Cincinnati, USA               | tvrdý     | Roger Federer         | 3–6, 6–1, 2–6                |
| Finalista | 25. | 19. října 2014     | Vídeň, Rakousko               | tvrdý (h) | Andy Murray           | 7–5, 2–6, 5–7                |
| Vítěz     | 22. | 10. ledna 2015     | Dauhá, Katar                  | tvrdý     | Tomáš Berdych         | 6–4, 7–5                     |
| Vítěz     | 23. | 22. února 2015     | Rio de Janeiro, Brazílie      | antuka    | Fabio Fognini         | 6–2, 6–3                     |
| Vítěz     | 24. | 28. února 2015     | Acapulco, Mexiko (4)          | tvrdý     | Kei Nišikori          | 6–3, 7–5                     |
| Vítěz     | 25. | 4. října 2015      | Kuala Lumpur, Malajsie        | tvrdý (h) | Feliciano López       | 7–5, 7–5                     |
| Vítěz     | 26. | 25. října 2015     | Vídeň, Rakousko               | tvrdý (h) | Steve Johnson         | 4–6, 6–4, 7–5                |

### Čtyřhra: 3 (2–1)
| Stav      | Č. | Datum          | Turnaj              | Povrch | Partner          | Soupeři ve finále             | Výsledek finále |
| --------- | -- | -------------- | ------------------- | ------ | ---------------- | ----------------------------- | --------------- |
| Finalista | 1. | 31. ledna 2003 | Acapulco, Mexiko    | antuka | Fernando Vicente | Mark Knowles Daniel Nestor    | 3–6, 3–6        |
| Vítěz     | 1. | 31. ledna 2005 | Viña del Mar, Chile | antuka | Santiago Ventura | Gastón Etlis Martín Rodríguez | 6–3, 6–4        |
| Vítěz     | 2. | 21. února 2005 | Acapulco, Mexiko    | antuka | Santiago Ventura | Jiří Vaněk Tomáš Zíb          | 4–6, 6–1, 6–4   |

## Utkání o olympijský bronz

### Mužská čtyřhra: 1 (0–1)
| Stav     | Datum         | Turnaj       | Povrch | Spoluhráč       | Soupeři v boji o bronz           | Výsledek      |
| -------- | ------------- | ------------ | ------ | --------------- | -------------------------------- | ------------- |
| 4. místo | 4. srpna 2012 | LOH – Londýn | tráva  | Feliciano López | Julien Benneteau Richard Gasquet | 6–7(4–7), 2–6 |

## Chronologie dvouhry na Grand Slamu
| Turnaj          | 2002 | 2003 | 2004 | 2005 | 2006 | 2007 | 2008 | 2009 | 2010 | 2011 | 2012 | 2013 | 2014 | 2015 | SR     | V–P    | % výher |
| --------------- | ---- | ---- | ---- | ---- | ---- | ---- | ---- | ---- | ---- | ---- | ---- | ---- | ---- | ---- | ------ | ------ | ------- |
| Grand Slam      |      |      |      |      |      |      |      |      |      |      |      |      |      |      |        |        |         |
| Australian Open | A    | 1R   | 2R   | 1R   | 4R   | 4R   | QF   | 3R   | 2R   | SF   | QF   | SF   | QF   | 4R   | 0 / 13 | 35–13  | 72,92   |
| French Open     | Q2   | 2R   | 2R   | QF   | 3R   | 3R   | QF   | 3R   | 3R   | 4R   | SF   | F    | QF   | QF   | 0 / 13 | 40–13  | 75,47   |
| Wimbledon       | A    | 2R   | 2R   | 1R   | 4R   | 2R   | 3R   | 3R   | 4R   | 4R   | QF   | QF   | 2R   | A    | 0 / 12 | 25–12  | 67,57   |
| US Open         | A    | 1R   | 1R   | 3R   | 3R   | SF   | 3R   | 2R   | 4R   | 4R   | SF   | QF   | 3R   | 3R   | 0 / 13 | 30–13  | 69,77   |
| výhry–prohry    | 0–0  | 2–4  | 3–4  | 6–4  | 10–4 | 11–4 | 12–4 | 7–4  | 9–4  | 14–4 | 18–4 | 19–4 | 10–4 | 9–3  | 0 / 51 | 130–51 | 71,82   |

| Legenda | Legenda                                   | Legenda | Legenda                     |
| ------- | ----------------------------------------- | ------- | --------------------------- |
| SR      | poměr vyhraných turnajů ku všem odehraným | W–L V–P | výhry–prohry                |
| NH      | daný rok se turnaj nekonal                | A       | turnaje se hráč nezúčastnil |
| 1Q / LQ | prohra v (kole) kvalifikace               | 1k / 1R | prohra v daném kole turnaje |
| QF / ČF | prohra ve čtvrtfinále                     | SF      | prohra v semifinále         |
| F       | prohra ve finále                          | Vítěz   | vítězství v turnaji         |

## Postavení na konečném žebříčku ATP

### Dvouhra
| Rok    | 2000 | 2001   | 2002  | 2003  | 2004  | 2005  | 2006  | 2007 | 2008  | 2009  | 2010 | 2011 | 2012 | 2013 | 2014  | 2015 |
| Pořadí | 407. | ▲ 219. | ▲ 59. | ▼ 71. | ▲ 48. | ▲ 15. | ▲ 14. | ▲ 5. | ▼ 12. | ▼ 17. | ▲ 7. | ▲ 5. | ▬ 5. | ▲ 3. | ▼ 10. | ▲ 7. |

### Čtyřhra
| Rok    | 2000 | 2001   | 2002   | 2003   | 2004   | 2005  | 2006   | 2007   | 2008   | 2009  | 2010   | 2011   | 2012   | 2013 | 2014   | 2015   |
| Pořadí | 838. | ▲ 535. | ▼ 558. | ▲ 146. | ▼ 166. | ▲ 43. | ▼ 139. | ▼ 268. | ▼ 295. | ▲ 88. | ▼ 215. | ▼ 540. | ▲ 349. | ▼ —  | ▲ 571. | ▲ 373. |